# 1507 Vaasa
Az 1507 Vaasa (ideiglenes jelöléssel 1939 RD) a Naprendszer kisbolygóövében található aszteroida. Liisi Oterma fedezte fel 1939. szeptember 12-én, Turkuban.